# Ermita medieval de San Miguel de los Fresnos
La ermita medieval de San Miguel de los Fresnos, conocida tradicionalmente solo como ermita de San Miguel o ermita del Arcángel San Miguel, es una ermita situada a unos seis kilómetros en línea recta al noreste del casco urbano de Fregenal de la Sierra (en el extremo suroccidental de la provincia de Badajoz) cuyos elementos constructivos más antiguos pertenecerían a la época visigoda (s. VII), lo que no descarta la probable reutilización de materiales romanos o paleocristianos procedentes sobre todo de la cercana citania de Nertóbriga, de la que solo se conservan en la actualidad los muros perimetrales de su única nave cubierta por dos arcos fajones ojivales sostenidos por columnas adosadas al interior y contrafuertes al exterior, una entrada lateral del mismo estilo orientada al Sur y un ábside cerrado con bóveda de cañón bajo el que se localiza un pequeño altar con nicho y venera central ya de los siglos XVI o XVII, flanqueado por otros dos de menores proporciones, en el que según todos los indicios se alojaría la imagen del arcángel San Miguel, de terracota policromada y dorada (120 x 40 x 36 cm), obra de la segunda mitad del siglo XV atribuida al escultor bretón Lorenzo Mercadante, restaurada según sus propias palabras por el pintor frexnense Eugenio Hermoso y depositada con fecha 18 de octubre de 1932 en el Museo Nacional de Arte de Cataluña procedente de los fondos del coleccionista Luis Plandiura.
Conforme a una segunda versión de la historia que poco tiene que ver con la anterior dicha imagen habría sido enviada a la ciudad condal al objeto de ser exhibida en la Exposición Internacional de Barcelona de 1929, no volviendo más a Fregenal.
El edificio en cuestión se encuentra situado en el espacio de la Huerta de San Miguel o Cerca Nueva, la mitad de la cual es «de cavida […] de ciento veinte fanegas, con quinientos olivos grandes, trescientos plantones de veinte años y doscientas cincuenta estacas de tres. Y lo demás de tierra cabrina con algunos chaparros; y también el olivarito que nombran del Santo, su cavida de dos fanegas», según consta en un contrato de compraventa fechado en 1842 por el que María de Gracia Barrientos de Arjona vende la referida «mitad de la Cerca Nueba» al caballero Rafael Sánchez Arjona y Vargas.
Según el sacerdote e historiador local Antonio María Sánchez Cid «aquí estuvo un monasterio de monges de S. Benito, en el que parece [que] vivieron los Santos Honorio y Exuperancio», quien conforme al texto de una supuesta lápida encontrada en sus inmediaciones y conservada según Rodrigo Caro en la vivienda de Benito Arias Montano (el humanista poseía una huerta próxima al lugar «con la que con unión de otras fincas dotó la cátedra de Aracena»), falleció SUB KAL VI JUNIAS. ERA D. CXVI lo que correspondería al 26 de mayo del 578 d. C., a los 88 años de edad, aproximadamente:

| EXUPERANTIUS FAMULUS DEI VIXIT ANNOS PLUS MINUS LXXXVIII. REQUIEVIT IN PACE SUB KAL VI JUNIAS. ERA D. CXVI.[20][21][10][22][23] | EXUPERANCIO SIERVO DE DIOS VIVIÓ MÁS O MENOS 88 AÑOS. DESCANSÓ EN PAZ EL DÍA SEXTO ANTES DE LAS CALENDAS DE JUNIO. ERA 616.[13] |

En cuanto al abad Honorio en el siglo XVII Solano de Figueroa señalaba que «se halló otra inscripçion de otro Santo Abad en la misma poblaçion de Frexenal, á la puerta de la hermita que es oy de S. miguel, que vio Ambrosio de Morales, de quien los demas la copiaron», cuyo texto según la transcripción de Sánchez Cid sería el siguiente:

| IN NOMINE DOMINI HIC TUMULUS HONORI ABBAT. RESPICIT ANGUSTUM PRÆCISA RUPE SEPULCRUM HOSPITUM BEATlSSIMI HONORI ABBATIS COELESTIA REGNA TENENTIS IN SÆCULA SÆCULORUM. AMEN.[24][25] |

Es decir, que «está alli enterrado el Abad Honorio, a quien [se] llama "Beatísimo" que está en el cielo».
Respecto a los recursos hidrológicos visibles en el entorno de la ermita cabe resaltar que el paraje se encuentra regado por un pequeño arroyo homónimo cuyo cauce (subsidiario del Pedruégano que a un tiempo desemboca en el Ardila) nace en el mismo lugar, así como la existencia de numerosas fuentes de las que solo continúa en uso la propia de San Miguel, lo que contrasta con los diversos textos de claro tono hagiográfico estudiados, según los cuales «estos bienaventurados siervos de Dios […] con el agua de la fuente del monasterio curaban [a] los enfermos que á ellos acudian en sus aflicciones y padeceres».
En el contexto del panorama arquitectónico regional comprendido entre los siglos previos y siguientes a la invasión musulmana su existencia viene a paliar un cierto grado de escasez monumental aminorada en parte por un grupo de iglesias y basílicas visigodas como las de Ibahernando, El Gatillo o Santa Lucía del Trampal en la provincia de Cáceres o las de San Pedro y Santa Eulalia en Mérida (Badajoz).

## Descripción y cronología de la nave
La nave de estilo gótico presenta un aparejo de aspecto irregular realizado a base de piedra y mortero que contrasta con el empleo en el ábside de hiladas de grandes sillares cuadrangulares de granito superpuestos en seco.
Este aparejo visible en la formación del ábside parece presentar una estructura «a soga y tizón», mientras que buena parte de la bóveda se ha cubierto por su parte exterior con hormigón de baja calidad dispuesto en bloques de pequeño tamaño.
Con este mismo sistema podrían haberse llevado a cabo además las bóvedas de cañón de dos supuestas salas laterales con las que pudo ejecutarse una cabecera de triple ábside y de las que se conservan en la actualidad solamente los arranques de las mismas.
Pero sin lugar a dudas el elemento más notable del conjunto lo constituye el ábside caracterizado especialmente por el empleo en sus tres paredes de grandes sillares de granito que casi con total seguridad podrían proceder del reaprovechamiento de materiales constructivos romanos o paleocristianos provenientes a su vez de yacimientos próximos como el del Ladrillar, el castrejón de Bodonal, la cercana citania célticolusitana de Nertóbriga, etc.
Se accede a su interior a través de un arco de herradura (lo que parece adscribirlo a la arquitectura prerrománica o posvisigoda) compuesto de diecinueve dovelas también de granito y cuyas dimensiones son de 2,70 metros desde la línea de arranque de los salmeres hasta la clave, 4 de diámetro y una altura de 6,50 hasta la cima.
Cronológicamente (si bien «no tenemos datos o indicios que nos permitan concretar más allá de la categoría visigoda del ábside central»), el estudio de los restos citados permite extraer las siguientes conclusiones:
- Alta Edad Media. De fecha indeterminada si bien de clara arquitectura visigótica podrían ser los arranques de las bóvedas de cañón laterales realizados con el mismo tipo de mortero que se utilizó para cubrir el ábside central.[3][6]
- Baja Edad Media (ss.XIV-XV). Pertenecerían a este periodo los muros perimetrales de la nave, la entrada lateral de estilo gótico orientada al Sur, los dos arcos fajones ojivales, así como las pilastras que los sustentan, de probable obra templaria, santiaguista o sevillana.[30][6]
- De época moderna (ss. XVI/XVII) sería el pequeño altar de fábrica con nicho y venera central levantado en el ábside, franqueado por otros dos menores.[9][6]

## Imagen titular de San Miguel Arcángel

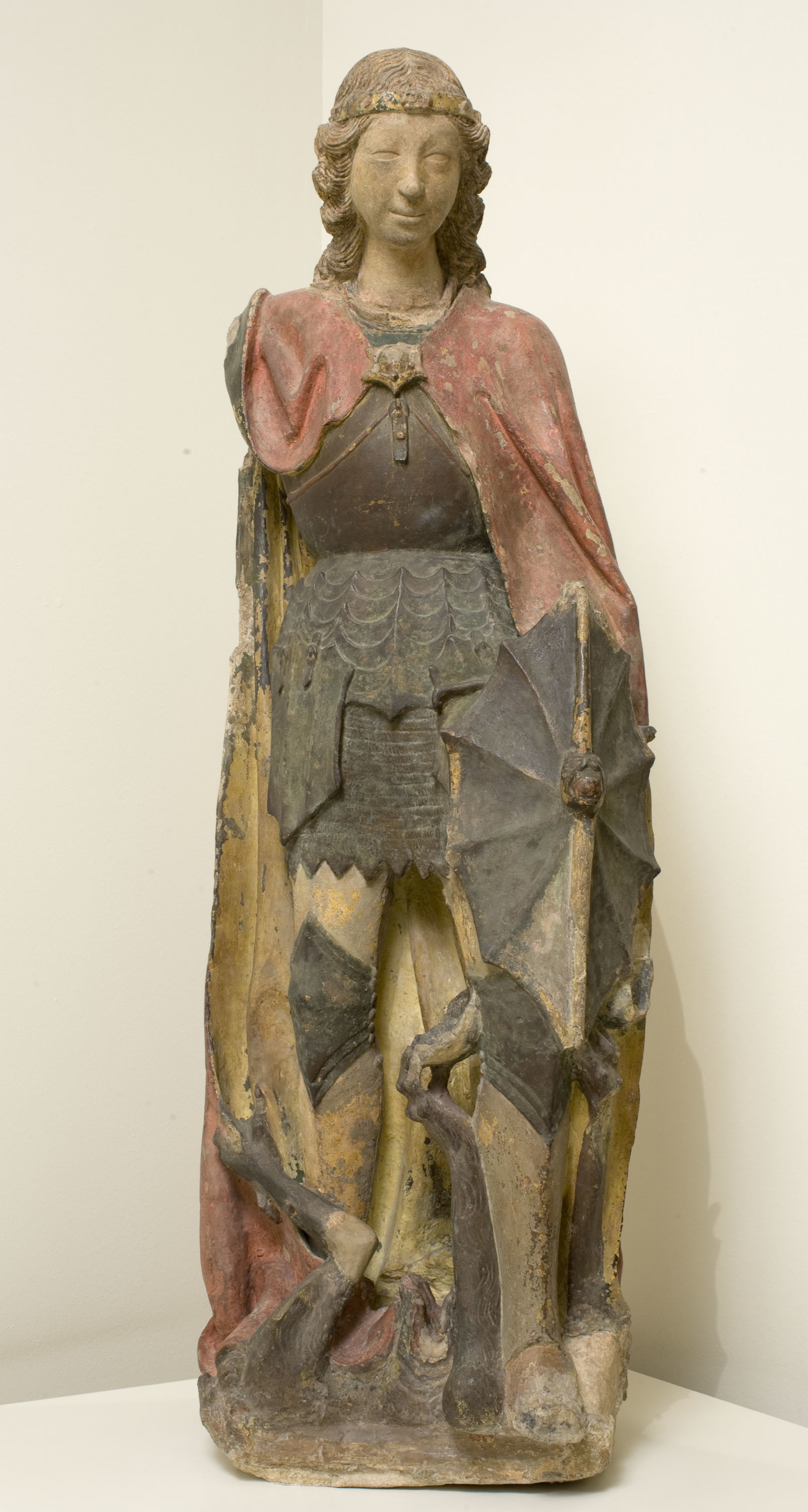
Imagen del arcángel San Miguel atribuida comúnmente al escultor Lorenzo Mercadante de Bretaña,
c. 1460. Terracota policromada y dorada, 120 x 40 x 36 cm. Museo Nacional de Arte de Cataluña.

Como ya se ha mencionado más arriba en el interior del edificio se veneraba la imagen del arcángel San Miguel atribuida comúnmente a Mercadante de Bretaña, de donde fue trasladada en la segunda mitad del siglo XVIII a la iglesia parroquial de Santa María, lo que Sánchez Cid (1843) relata en estos términos:

La Imagen de S. Miguel que es de barro y de bastante antigüedad se trasladó, cuando se destruyó este templo, a la citada parroquia de Santa María, la que retocada se colocó en la capilla del Sagrario en un nicho frente del altar del Sr. S. José.

Se conoce también un documento muy anterior fechado el 29 de mayo de 1758 en el que el por entonces obispo de Badajoz Manuel Pérez Minayo, teniendo en cuenta que «la hermita del Arcángel San Miguel […] estaba muy indecente por que todos los ymbiernossentrava el agua enhella», dispone sobre el particular:

[…] para hello, debía mandar y mando se demuela dicha hermita, trasladando de ella la efigie del señor San Miguel a la Parroquia de Santa María la Mayor de la villa de Frexenal, donde anualmente se le celebrase su fiesta a costa de las restas de su fábrica…

En su voluminosa autobiografía titulada Vida de Eugenio Hermoso (Francisco Teodoro de Nertóbriga [1955]. Madrid: Ediciones Castilla) el pintor aporta nuevos datos al respecto:

[Pero] el San Miguel debió [de] romperse en el traslado, visto lo cual por el sacristán, y de acuerdo con el cura, llevose el primero el San Miguel a su casa con ánimo de restaurarlo, pues el sacristán era alfarero… Y alfarerilmente [sic] fue restaurado.

Continúa diciendo que tras la muerte del citado sacristán (un tal Esteban) descubre la imagen que por aquellos entonces se encuentra abandonada en un desván de la localidad:

La vi y no la conocí. De tal manera la había restaurado el buen Esteban.

Una vez reparada la figura permanece durante cerca de cuatro años en su casa estudio de Fregenal «al cabo de los cuales la traje a Madrid», donde termina afirmando que se la acaba adquiriendo un chamarilero anónimo, quien a su vez se la vende al «Museo de Bellas Artes de Barcelona» [sic].
Según otra versión de la historia publicada inicialmente en el catálogo de la exposición Nosotros – Extremadura en su patrimonio celebrada en Cáceres de octubre de 2006 a enero de 2007 bajo el patrocinio de la Caja de Extremadura, que poco tiene que ver con la anterior, la imagen habría permanecido desde su traslado de la ermita en la segunda mitad del siglo XVIII en la iglesia de Santa María hasta que a finales de la década de los veinte fue enviada a Barcelona al objeto de ser exhibida en la Exposición Internacional celebrada en la ciudad del 20 de mayo de 1929 al 15 de enero del año siguiente, sufriendo algunos desperfectos durante el traslado (no figura en el Catálogo Histórico y Bibliográfico de la Exposición Internacional de Barcelona (1933). II. Madrid), sin que en ningún caso fuera reintegrada a las autoridades eclesiásticas frexnenses.
De todos modos, el 18 de octubre de 1932 ingresa en el Museo Nacional de Arte de Cataluña (MNAC) procedente de los fondos del coleccionista Luis Plandiura, en el que se conserva hasta el presente.

## Otros restos arqueológicos
A una veintena de metros hacia el Sur y con la misma orientación que la ermita se localizan otras estructuras de aparejo similar y mayor grosor que bien podrían corresponder a un destacado edificio de planta cuadrangular del que se distingue un tramo de más de 8 metros con sillares descubiertos a lo largo de recientes actuaciones clandestinas sufridas por el yacimiento. La evidente elevación del terreno en este extremo del recinto y sobre todo en torno a esta última edificación permite suponer que es en este punto donde se ubican los restos principales de un conjunto supuestamente monástico cuya función específica no es posible concretar por el momento.

## Hemerografía
- Alonso de la Torre, J. R. (27 sep. 2017). «La Sigena extremeña». Hoy (Badajoz). Edición digital.
- Alonso de la Torre, J. R. (27 sep. 2017). «Fregenal perdió en 1929 su San Miguel gótico, que está en Cataluña». Hoy (Fregenal de la Sierra). Edición digital.
- Berrocal Rangel, Luis; Caso Amador, Rafael (1991). «El conjunto monacal visigodo de San Miguel de los Fresnos (Fregenal de la Sierra, Badajoz) – estudio preliminar». Cuadernos de Prehistoria y Arqueología (Madrid: Servicio de Publicaciones de la Universidad Autónoma) (18): 299-317. ISSN 0211-1608.
- Berrocal Rangel, Luis; Caso Amador, Rafael (1993). «San Miguel de los Fresnos – Arquitectura visigoda en el término de Fregenal de la Sierra». Fiestas Patronales en honor de Ntra. Sra. Santa María de los Remedios (Fregenal de la Sierra: Asociación y Patronato de Ntra. Sra. Santa María de los Remedios).
- Casa de la Cultura (1984). «Ermita de San Miguel». La Fontanilla (Ayuntamiento de Fregenal de la Sierra) (4): 9.
- Márquez Martínez, Juan Ignacio (17 ene. 2007). «Piden que la iglesia de San Miguel y las ruinas de Nertóbriga sean de interés cultural». Hoy (Badajoz). Edición digital.
- Mateos Cruz, Pedro; Caballero Zoreda, Luis (2003). «Iglesia de San Miguel de los Fresnos». Archivo Español de Arqueología. Repertorio de arquitectura cristiana en Extremadura – época tardoantigua y altomedieval (Madrid: Editorial CSIC). XXIX: 49-52. ISBN 978-8400081799. ISSN 0561-3663.
- Pérez Reviriego, Miguel (abr. 1991). «Mercadante de Bretaña – nuevas aportaciones». Fiestas Patronales en honor de Ntra. Sra. Santa María de los Remedios (Fregenal de la Sierra: Asociación y Patronato de Ntra. Sra. Santa María de los Remedios).
- Sierra, Laura (11 oct. 2020). «En peligro de desaparición una edificación del s. VII en Fregenal». Hoy (Fregenal de la Sierra). Edición digital.
- Sierra, Laura (oct. 2020). «El conjunto monacal de San Miguel de los Fresnos en peligro de desaparición». Hoy (Fregenal de la Sierra): 14. Edición impresa.
- Zapata Linares, Francisco Carmelo (sep. 2019). «Apuntes sobre la ermita de San Miguel». Fiestas en honor de Ntra. Sra. de la Salud (Fregenal de la Sierra: Hermanas de Ntra. Sra. de la Salud).